# Gewöhnliche Rosskastanie in der Medizingeschichte
Rinde der Gewöhnlichen Rosskastanie (Aesculus hippocastanum) als Ersatz der Chinarinde.  Ab der Mitte des 17. Jahrhunderts wurde die bitter schmeckende Chinarinde in Europa zur Behandlung von Wechselfiebern verwendet.
Die Rinde war sehr teuer. Die Apothekertaxen gaben einen deutlich höheren Preis für Chinarinden als für einheimische Rinden an:
|                    | Augsburger Pharmacopöe 1734 | Württembergische Pharmacopöe 1741 | Frankfurter Pharmakopöe 1747 |
| ------------------ | --------------------------- | --------------------------------- | ---------------------------- |
| Chinarinde         | 16 Cruc. / Flor.            | 12 Kr. / Loth                     | 80 Creutzer / Loth           |
| Eschenrinde        | 01 Cruc. / Flor.            | 01 Kr. / Loth                     | 01 Creutzer / Loth           |
| Rosskastanienrinde | 02 Cruc. / Flor.            | 02 Kr. / Loth                     | 01 Creutzer / Loth           |

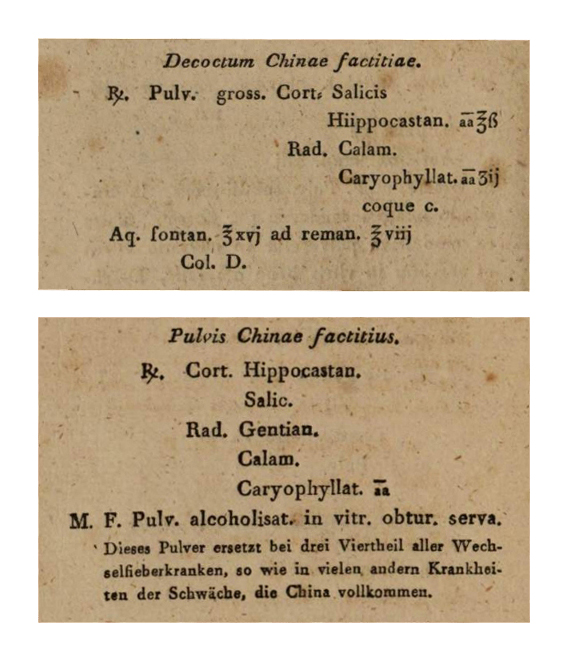
Aus Christoph Wilhelm Hufeland Armen-Pharmacopöe (1810–1836). Zwei Rezepte zum Ersatz der Chinarinde

Auf der Suche nach einem preisgünstigen einheimischen Ersatz für die Chinarinde wurden im 18. Jahrhundert vor allem Rinden einheimischer Bäume untersucht, und zwar die Rinde der Esche (ab 1712), die Rinde der Rosskastanie (ab 1733) und die Rinde der Weide (ab 1757).
Der Apotheker Jacopo Zannichelli (1695–1759) in Venedig berichtete 1733/34 über erfolgreiche Anwendungen der Rosskastanienrinde bei Dreitagefiebern, die der deutsche Arzt Paul Heinrich Gerhard Möhring 1736 in seiner Praxis bei der Behandlung von Viertagefiebern jedoch nicht bestätigt fand. 1763 machte H. W. Peipers in seiner Dissertation „De cortice Hippocastani“ bekannt, dass sein Lehrer Johann Gottlob Leidenfrost in Duisburg ab 1752 wenigstens 20 Personen, die an Dreitagefieber litten, durch die Behandlung mit Rosskastanienrinden geheilt hatte. Peipers selbst hatte nach der Methode von John Pringle die fäulnishemmenden Wirkungen der Rosskastanienrinde und der Chinarinde verglichen und war dabei zum Schluss gekommen, dass Abkochungen aus der Rosskastanienrinde frisches Rindfleisch gleich gut konservierten wie Abkochungen aus der Chinarinde. Wilhelm Heinrich Sebastian Bucholz wiederholte 1769 Peipers Versuche und verwendete für die nach der Methode John Pringles angesetzten Versuche „essentielle Salze“ der Rosskastanienrinde und der Chinarinde, die er nach der Methode des Grafen Claude-Toussaint Marot de La Garaye hergestellt hatte. Er kam zu dem Ergebnis, dass die fäulniswidrige Wirkung der „essentiellen Salze der Rosskastanienrinde“ nur unwesentlich geringer sei, als die fäulniswidrige Wirkung der „essentiellen Salze der Chinarinde“. Demnach besitze das aus Rosskastanienrinde bereitete Salz eine starke fiebervertreibende Kraft. Die Akademie der Wissenschaften in Lyon krönte 1776 eine Preisschrift, die Jean François Coste (1741–1819) (Arzt am Königlichen Militärspital in Calais) und Rémi Willemet (Apotheker in Nancy) gemeinsam verfasst hatten. Coste und Willemet berichteten darin u. a. über ihre Erfahrungen bei der Verwendung der Rosskastanienrinde als Ersatz für die Chinarinde. Sie gaben die Rosskastanienrinde im fieberfreien Intervall des Wechselfiebers entweder als Abkochung mit Zusatz von Süßholzwurzel oder als Latwerge mit Zusatz von Tausendgüldenkraut, Haselwurz und Pfirsichblütensirup. Von fünfzehn Kranken mit Drei- und Viertagefieber wurden elf innerhalb von acht bis zehn Tagen ohne Rückfall geheilt. Drei Viertagefieber widerstanden, wovon zwei in Wassersucht und Tod übergingen, obwohl auch die Chinarinde eingesetzt wurde. Ein Patient, bei dem weder Rosskastanienrinde noch Chinarinde heilten, wurde bloß durch Veränderung der Luft wiederhergestellt. Auch William Cullen in Edinburgh hatte beobachtet, wie die Rinde der Rosskastanie neben der Rinde der Esche als Chinarindenersatz erfolgreich verwendet wurde.
In der Preußischen Pharmacopöe (3. Ausgabe 1799) wurde die Rosskastanienrinde aufgeführt und im Kommentar zu diesem amtlichen Arzneibuch von Karl Wilhelm Juch (1805) als vorzüglicher Ersatz der Chinarinde angepriesen. Ab der sechsten Auflage des Preußischen Arzneibuches (1848) war die Rosskastanienrinde ausgeschieden. In zwei Rezepten von Hufelands Armen-Pharmacopöe (1810–1836) wurde eine Kombination der Rosskastanienrinde mit der Weidenrinde (Cortex Salicis) sowie mit den Zusatzstoffen Kalmuswurzel (Radix Calami), Enzianwurzel (Radix Gentiana) und Nelkenwurz (Radix Caryophyllatae) als Ersatz für die Chinarinde angepriesen. Jean-Louis Alibert erwähnte die Rosskastanienrinde ab 1814 (dritte Auflage) in seinen Nouveaux éléments de thérapeutique et de matière médicale. In den großen Pariser Krankenhäusern, so auch in dem von ihm geleiteten Hôpital Saint-Louis war die Rinde als Ersatz für die Chinarinde ohne jeden Erfolg bei der Behandlung von Kranken mit leichtem Dreitagefieber erprobt worden. Als Nebenwirkungen wurden Erbrechen, Magenbrennen, Darmkoliken, Brennen beim Wasserlassen, Gesichtsschwellungen und Beinödeme beobachtet.